# Baldo Santana
Baldo Santana Martínez (nacido 25 de mayo de 1995), más conocido como Baldo, es un futbolista español que juega para el FC Intercity. Juega de defensa central, aunque también puede jugar como lateral.

## Trayectoria
Nacido en Alicante, Baldo se unió al Hércules CF juvenil en 2007, después de comenzar su carrera en los clubes locales CD El Cabo y Alicante CF. En el verano de 2009 se fue al Valencia CF, siendo asignado a los equipos juveniles, pero volvió a los Blanquiazules dos años más tarde.
El 17 de agosto de 2013, mientras todavía jugaba en el juvenil, Baldo jugó su primer partido como profesional siendo sustituto de Gai Assulin en un partido que acabó 1–1 contra el Real Zaragoza. El 12 de julio del año siguiente firmó un contrato por dos años en el Hércules CF y más tarde fue traspasado al primer equipo, que ahora milita en Segunda División B.